# Geotrasa sudetská
Geotrasa sudetská, polsky Geostrada Sudecka, je společný česko–polský projekt, jehož výsledkem je vybudování geoturistické trasy podél horských hřbetů v oblasti Sudet, od polské Bogatyně (okres Zhořelec) na západě na hranicích s Německem, až po slezskou Opavu (okres Opava) na východě.

## Historie projektu
Název „Geostrada Sudecka“ navrhl v 2006 vratislavský geolog a kartograf Leszek Sawicki, jinak známý polský cestovatel a světoběžník. Projekt byl v rámci Operačního programu přeshraniční spolupráce mezi Českou republikou a Polskou republikou připravován od roku 2007, přičemž jedním z hlavních cílů byla podpora cestovního ruchu v pohraničních oblastech mezi oběma zeměmi. Projekt s oficiálním názvem „Geotrasa sudetská, geologicko-turistický průvodce“, spolufinancovaný z prostředků Evropského fondu regionálního rozvoje, byl realizován společně kolektivy autorů z Państwowego Instytutu Geologicznego – Państwowego Instytutu Badawczego, Oddziału Dolnośląskiego ve Wrocławi a České geologické služby v Praze. Samotná realizace v terénu spolu s vytvořením příslušných internetových stránek, včetně map a průvodce, proběhla v době od 1. 7. 2010 do 30. 6. 2013.

## Popis geotrasy

### Tři úseky
Geologicko–turistická trasa má celkovou délku 602 km a prochází vesměs méně známými horskými oblastmi v českém a polském pohraničí. Trasa projektu byla rozdělena na tři úseky. Západosudetská měří 161 km a vede od Bogatyně přes Frýdlant a Hejnice až po Kowary a krkonošský hraniční přechod Przełęcz Okraj. Středosudetská trasa, která je dlouhá 237 km, začíná u hraničního přechodu Okraj – Pomezní Boudy a přes Trutnov, Adršpach a Teplice nad Metují vede do Broumova, kde přes hraniční přechod Tłumaczów přechází na polské území. Zde pokračuje přes Kudowu a Długopole až ke hraničnímu přechodu Ploszczyna. Východosudetská trasa začíná po návratu na české území ve Starém Městě pod Sněžníkem. Odtud vede do Branné, Jeseníku a přes Vidnavu do polských Głuchołaz. Z tohoto lázeňského města se vrací opět na české území do Zlatých Hor. Přes Vrbno pod Pradědem a Bruntál míří do Budišova nad Budišovkou, někdejšího střediska těžby břidlice. Z Budišova se opět stáčí severovýchodním směrem a přes Vítkov pokračuje do Opavy, kde tento poslední, 204 km dlouhý úsek geotrasy končí.

### Turistický průvodce
Hlavním výsledkem realizace projektu je geologicko-turistický průvodce, který obsahuje popisy více než 300 lokalit na polské i české straně. Na konkrétních příkladech ukazuje různé typy hornin, vysvětluje historii jejich vzniku i procesy, kterým podléhaly v dlouhém geologickém vývoji Sudet. Jak v elektronickém průvodci, tak i na jednotlivých informačních tabulích v terénu jsou prezentována nejzajímavější místa, mezi nimž jsou nejen různé morfologické formy skalních útvarů, ale i četné pozůstatky po hornické činnosti a v neposlední řadě i vývěry minerálních vod, rašeliniště, místní vodní zdroje apod. Kromě průvodce jsou výsledkem prací na projektu také různé informační materiály a skládačky, internetová stránka www.geostrada.eu a 21 velkých dvojjazyčných informačních tabulí – 11 na českém území a 10 na polské straně. První z těchto informačních tabulí se nachází v Hejnicích před železniční zastávkou na trati Raspenava – Bílý Potok pod Smrkem. Tato úvodní tabule obsahuje informace o 14 geologických lokalitách v okolí Frýdlantu, Hejnic a Jizerky.

## Některé méně známé lokality na geotrase

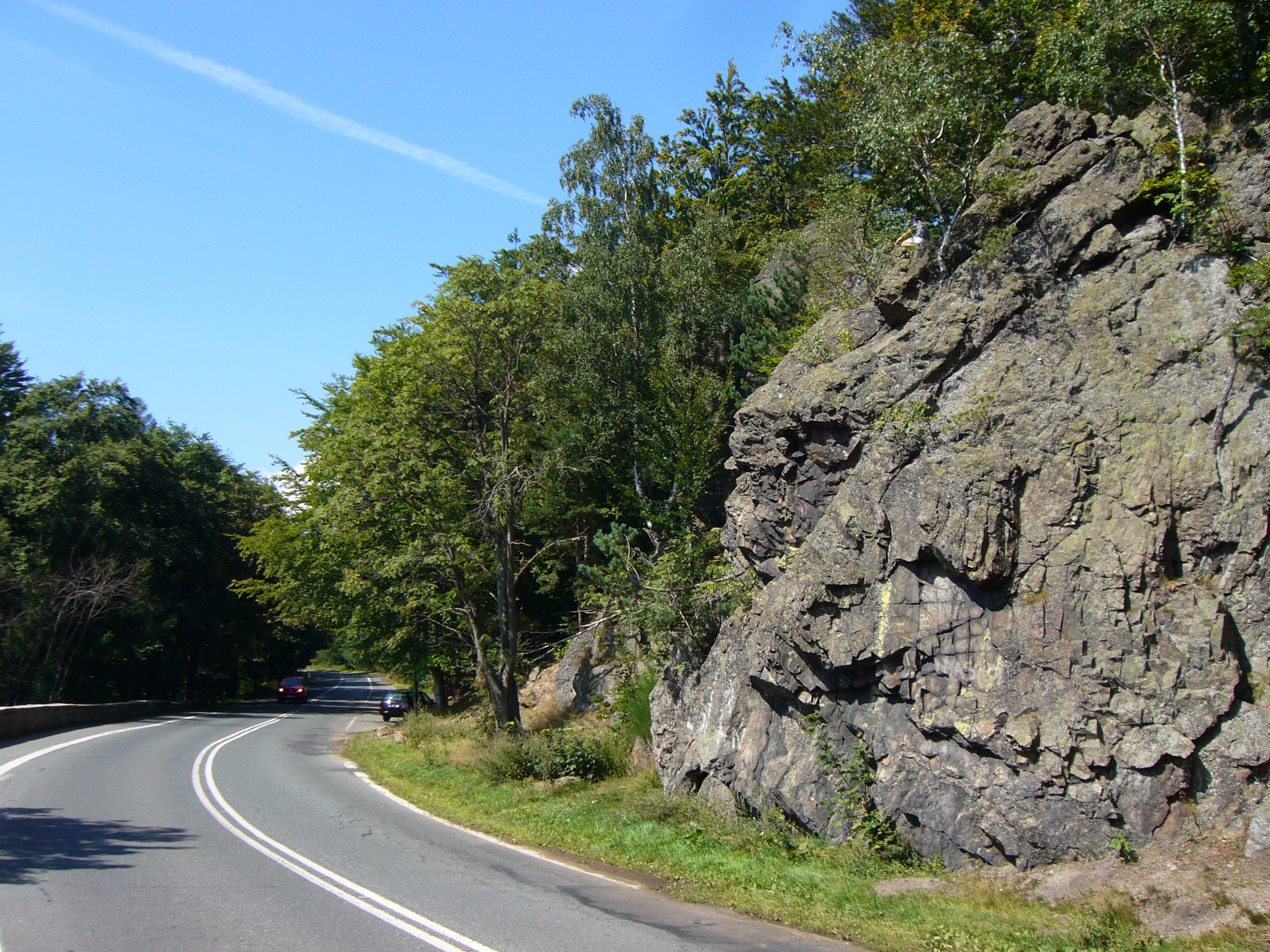
Zatáčka smrti ve Szklarské Porebě – skalní útvary rohovce, penetrované granity
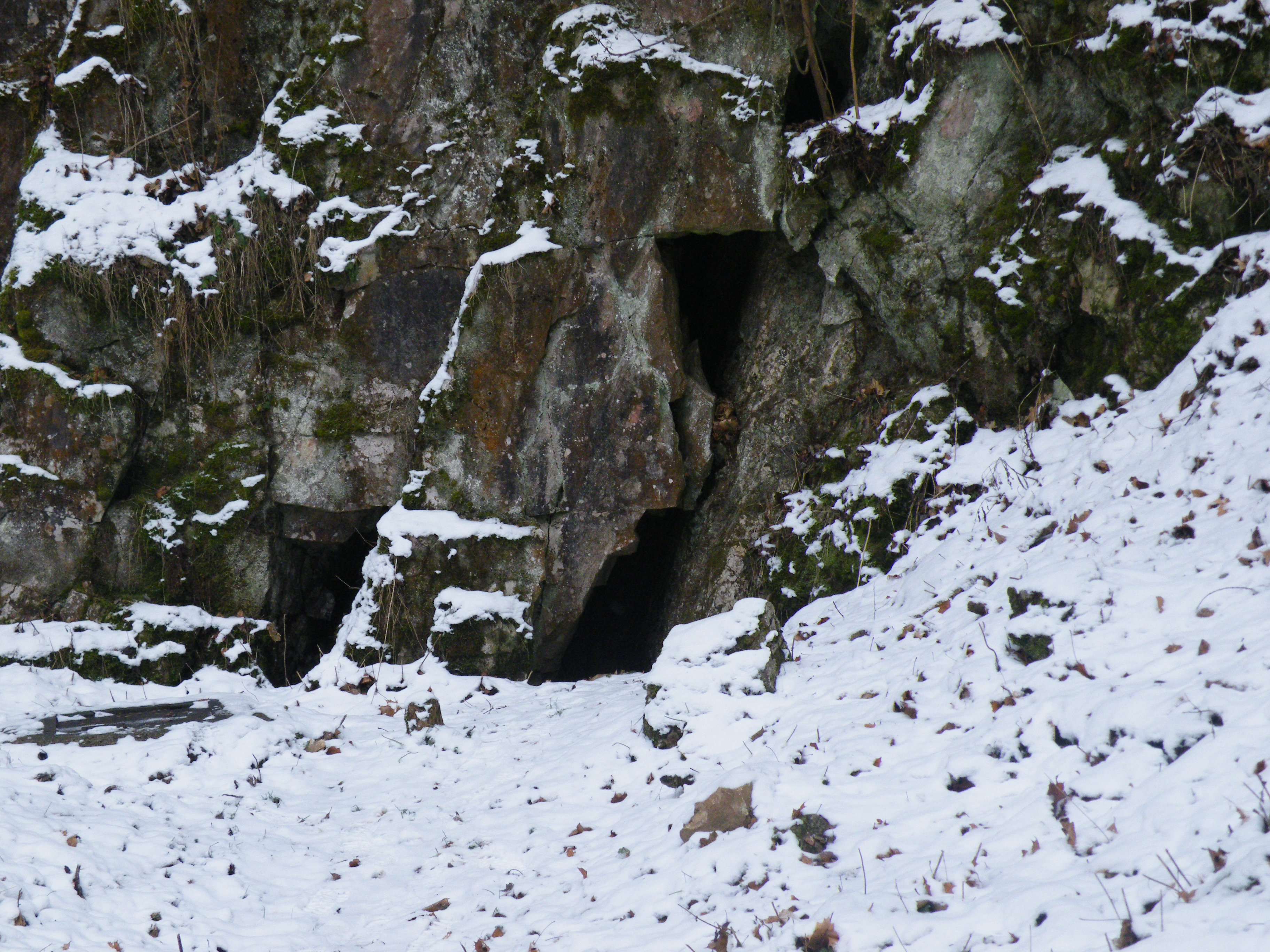
Lom u jeskyní v Horních Albeřicích v Krkonošském národním parku
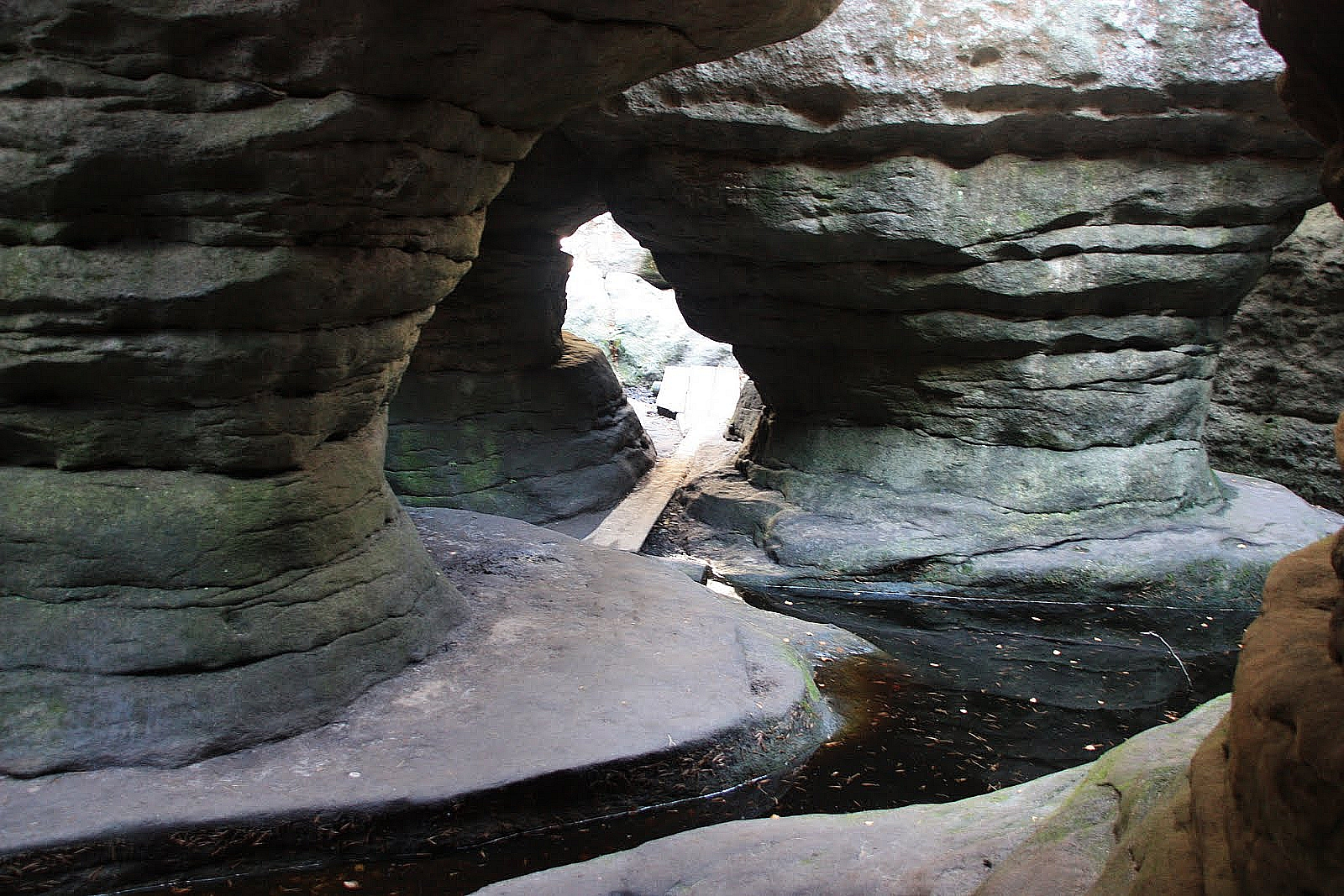
Pískovcové skalní město Błędne Skały u Karłówa východně od lázní Kudowa Zdrój
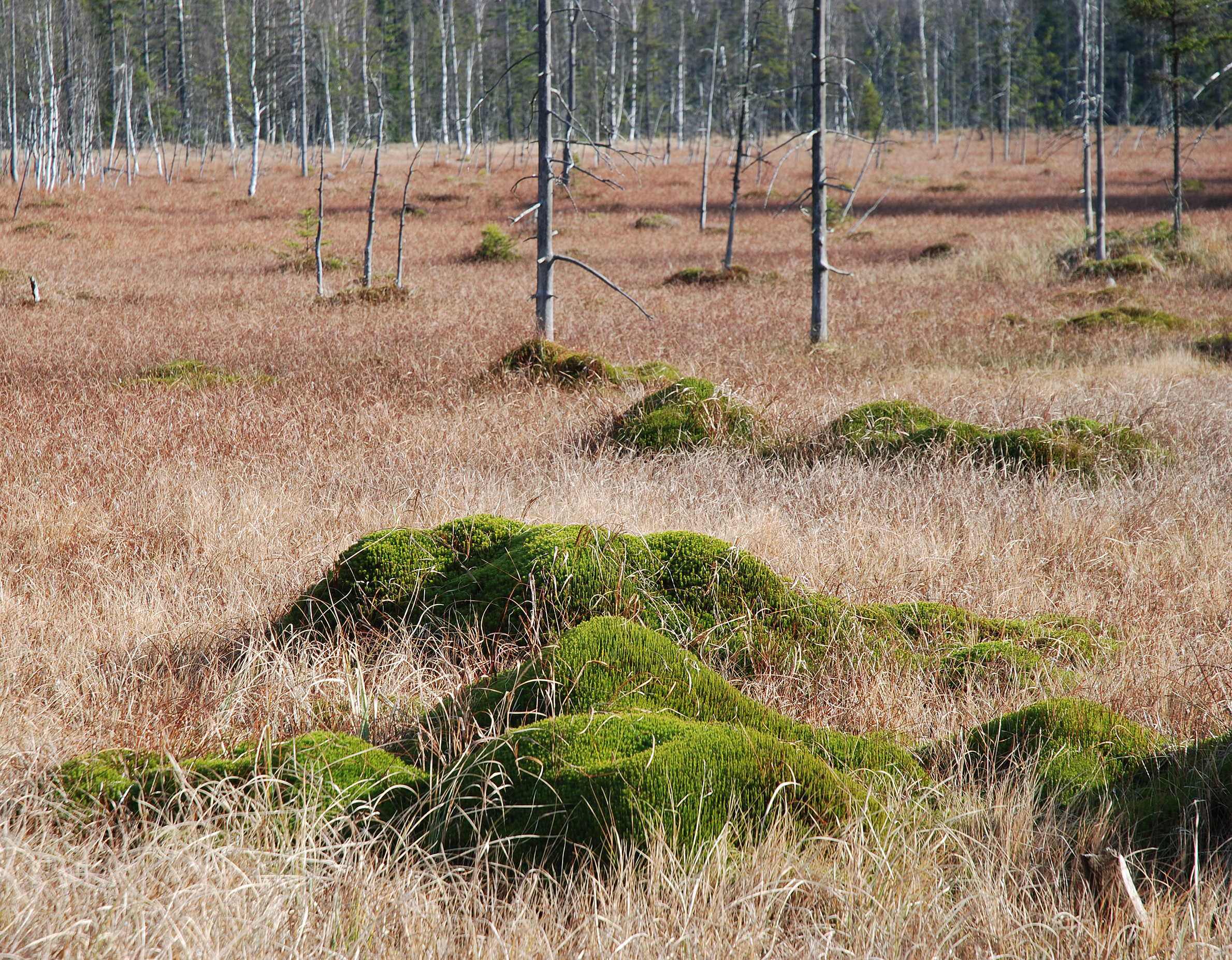
Rašeliniště "Torfowisko pod Zieleńcem", přírodní rezervace v Górách Bystrzických
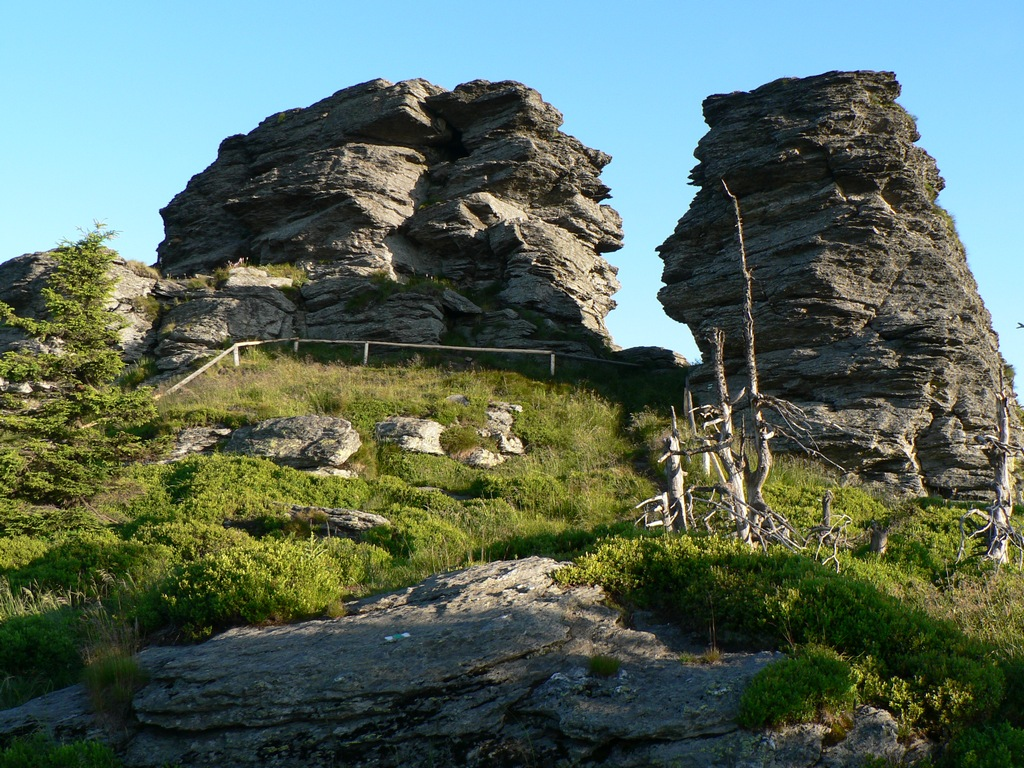
Mrazové sruby na vrcholu Vozky (1377 m n. m.) v Jeseníkách severně od Koutů nad Desnou
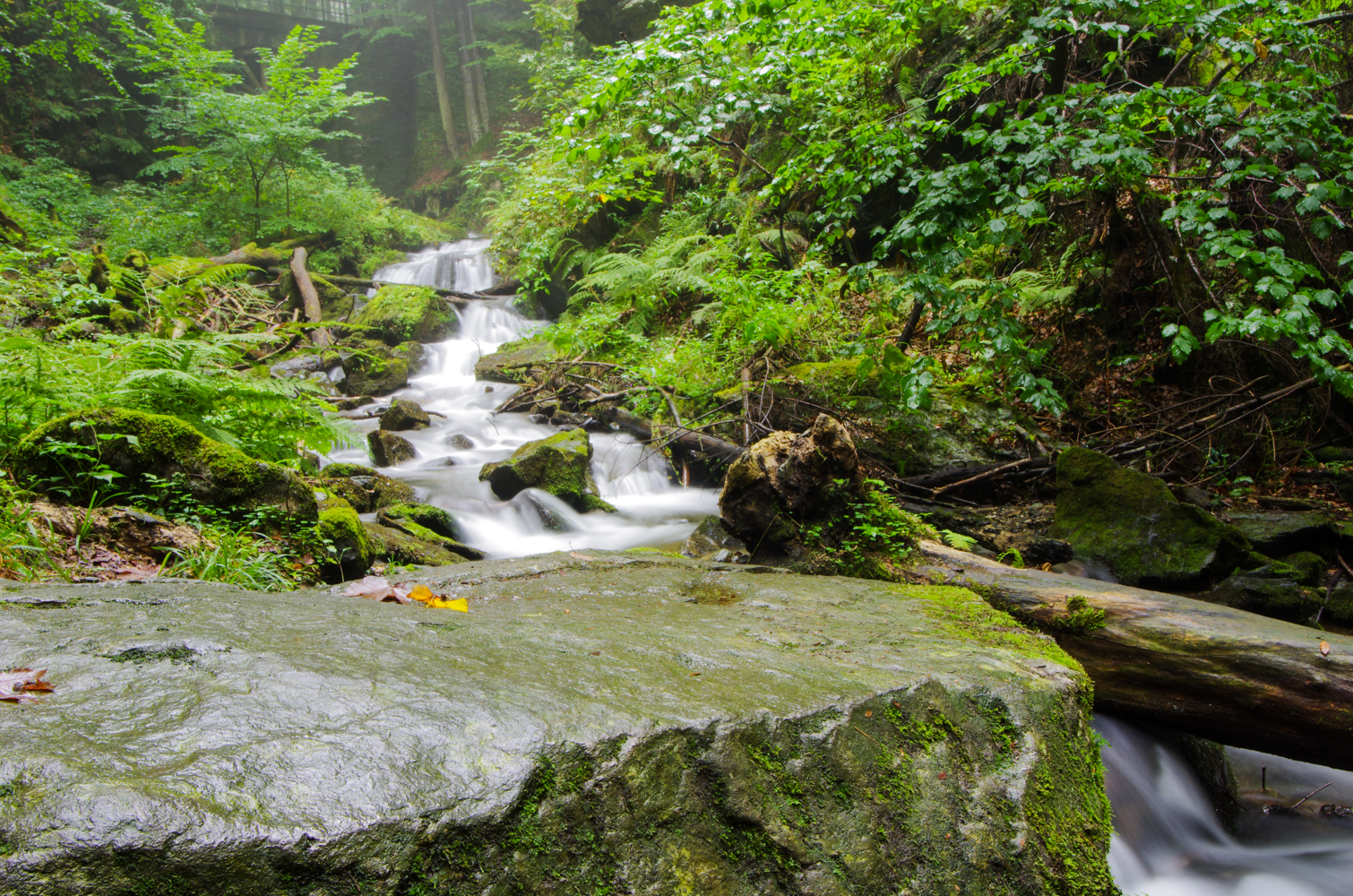
Přírodní památka Vodopády Stříbrného potoka u Nýznerova – výchozy metagabra
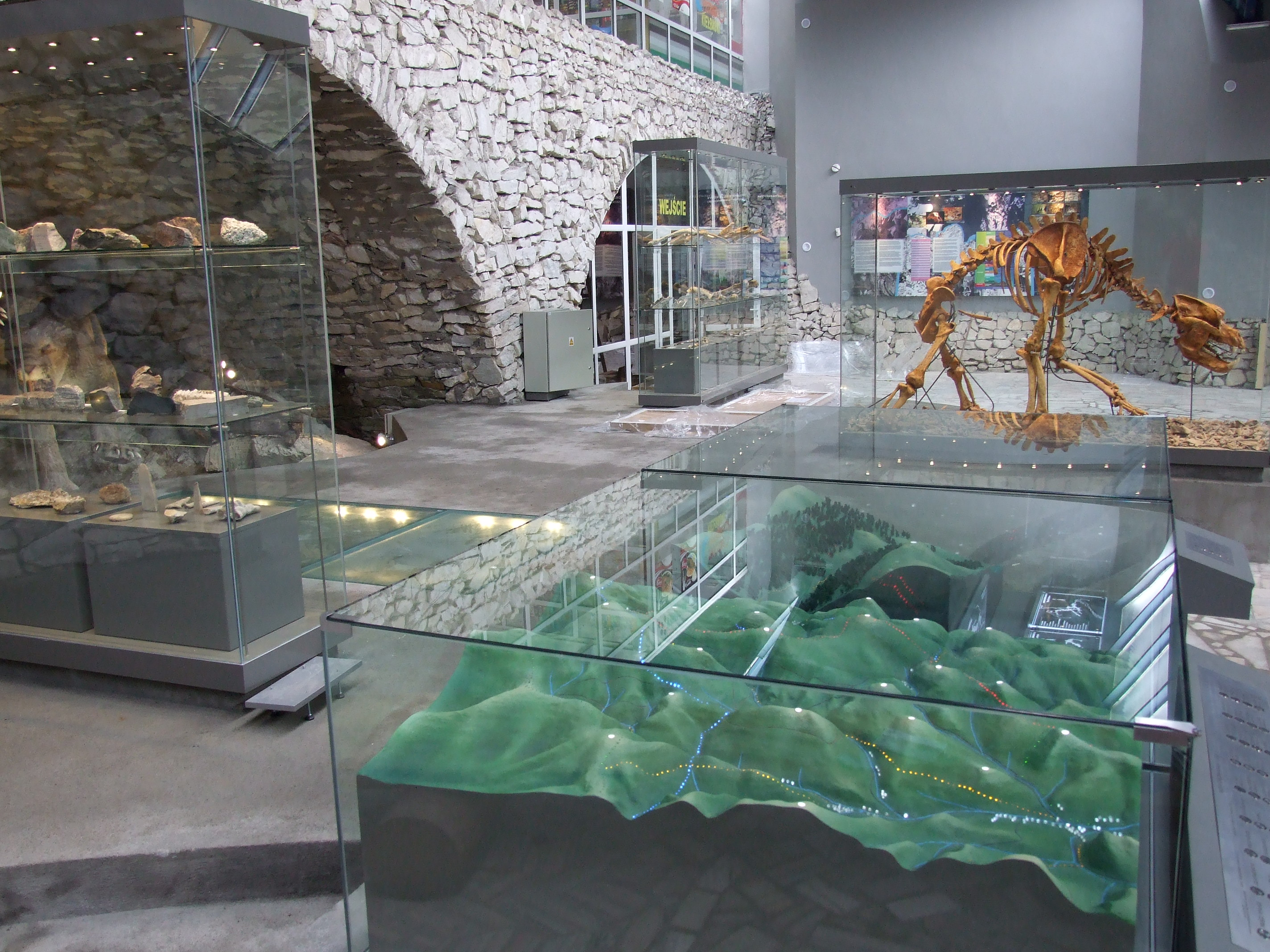
Expozice u vstupu do Medvědí jeskyně v masivu Králického Sněžníku u Kletna
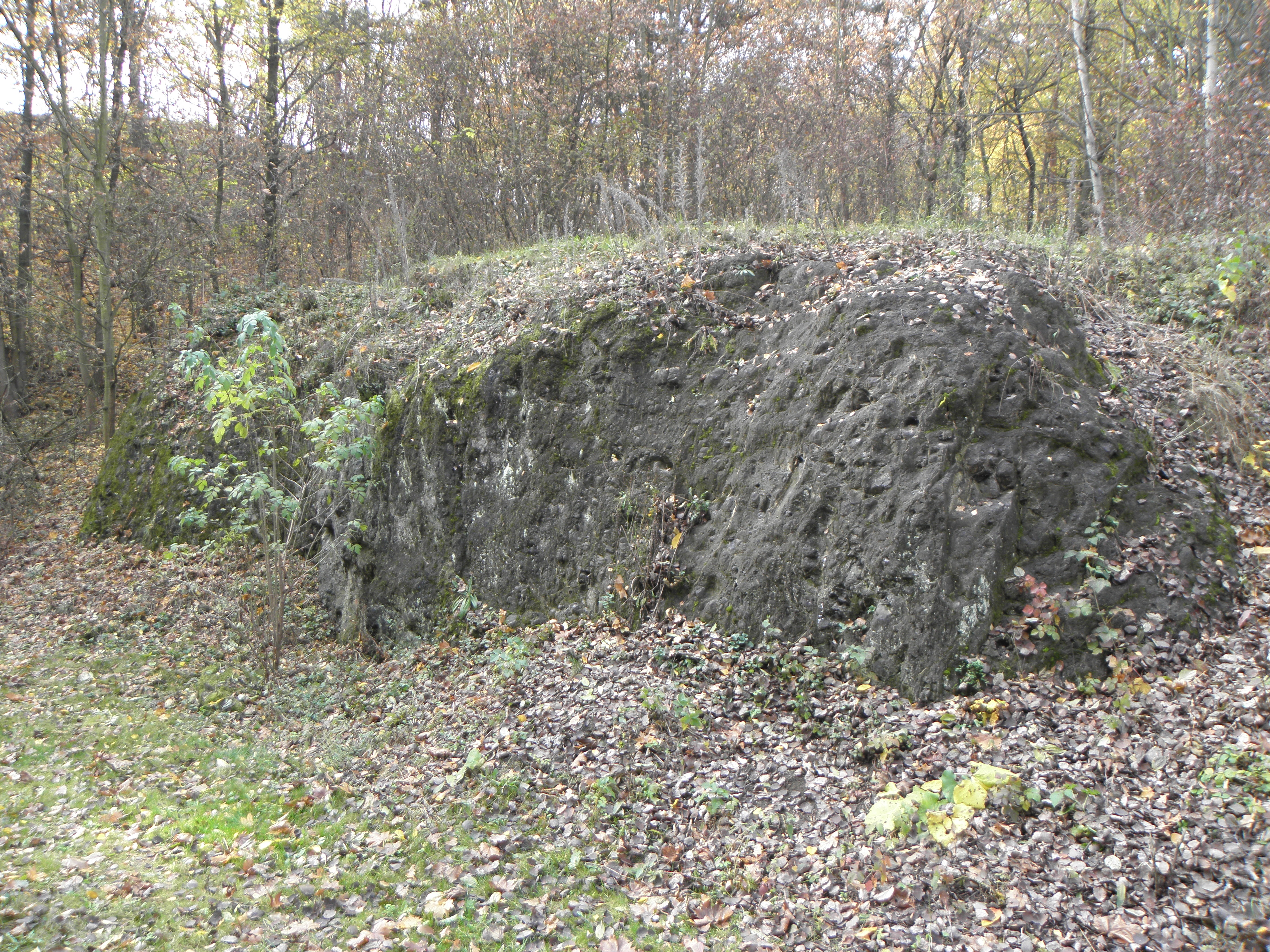
Přírodní památka Otická sopka na Opavsku – bazické vulkanity miocenního stáří